# پل اسکات
پل اسکات (انگلیسی: Paul Scott؛ ۲۵ مارس ۱۹۲۰ – ۱ مارس ۱۹۷۸) نویسنده، و رمان‌نویس اهل بریتانیا بود.
وی همچنین برندهٔ جوایزی همچون جایزه ادبی من بوکر شده‌است.